# 烏姆塔塔

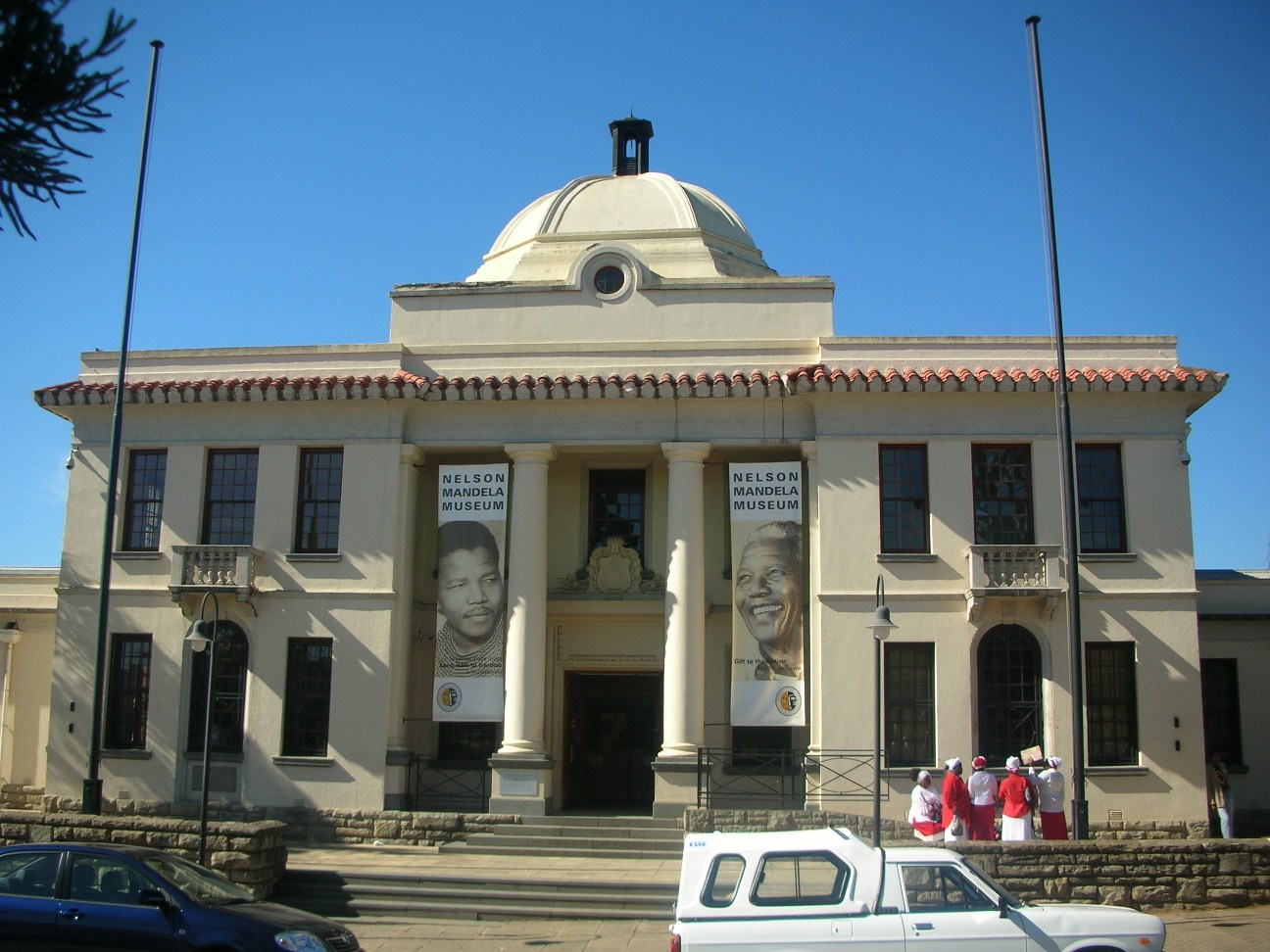
納爾遜曼德拉博物館

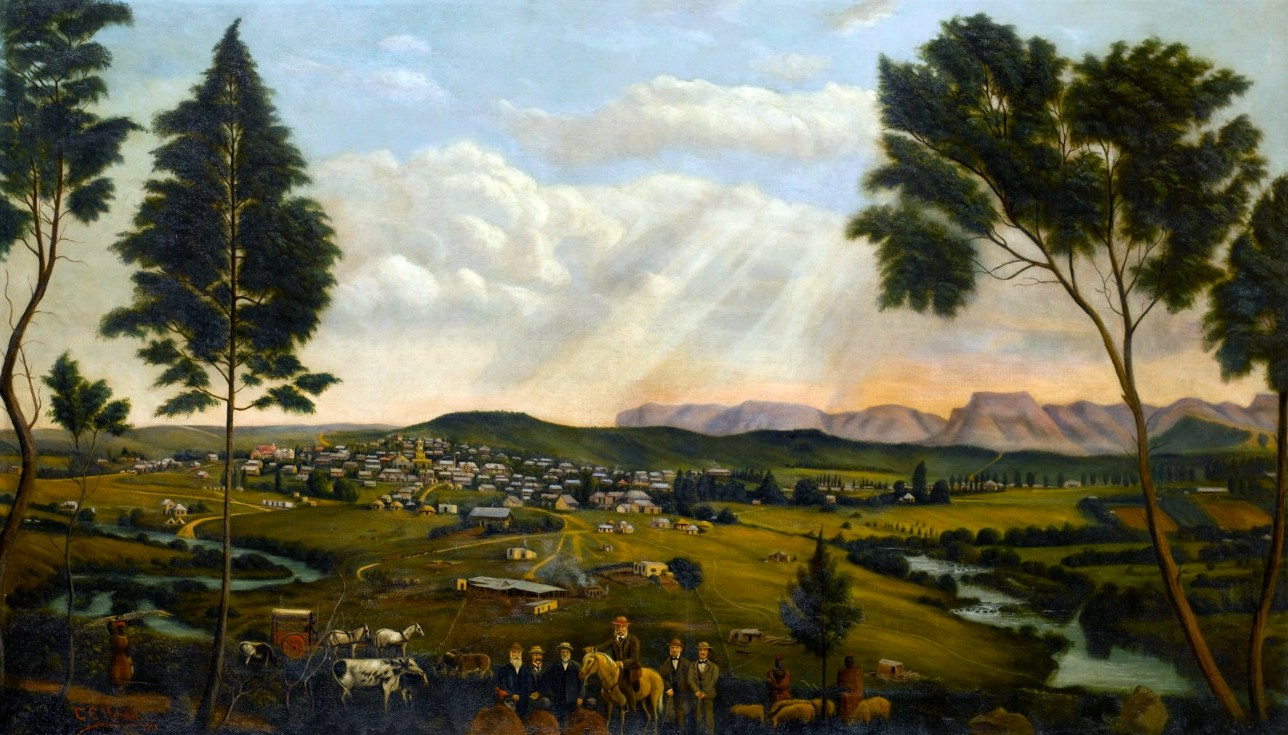

烏姆塔塔（英語：Umtata）是南非的城鎮，位於該國東南部，由東開普省負責管轄，始建於1879年，面積64.7平方公里，海拔高度698米，2001年人口92,469，人口密度每平方公里1,400人。

## 外部連結
- Mthatha town website （页面存档备份，存于）
- The Ecological Health of the Mthatha River （页面存档备份，存于）